# 成績評価
成績評価（せいせきひょうか）は、児童・生徒・学生の学校における学習など活動成果について成績とみなし、その評価またその評価の結果報告のことである。
教育評価（教育活動に関する評価）の1つとして活用され、指導要録に記載しておかなければならない。また、通例・評価・評定が通知表などに記載されて児童・生徒・学生やその保護者に通知される。ただし、法令には通知表についての規定はなく、教育委員会や学校法人などの設置者が定めている場合を除いて、通知表の発行は各学校の権限となっており、様式なども各学校で定めている。
また、この制度を公務員・官僚・公的機関にも採用される場合には政績評価と言う。

## 種類
- 相対評価　他の学習者と成績を比較し、成績が学習集団内でどの順位にあるかによって評価する方法。
- 絶対評価　個人の成績そのものを、単独で評価する方法。
  - 認定評価　評価の尺度が教師の頭の中にあり、非公開。教師が認めたかどうかで評価する。例：日本舞踊、華道
  - 到達度評価　達成度評価ともいう。あらかじめ設定した到達目標に基づいて、それがどの程度達成できたかで評価する。例：縄跳び、水泳の練習
- 個人内評価（進歩の評価）学習者本人の以前の成績を基準にして、どれだけ進歩したかを評価。例：骨折負傷者のリハビリ、障害児の学習活動

## 日本における成績評価
第二次世界大戦後の日本は、基本的に成績評価の基準として、学級内の構成員の中で学力を比較する相対評価が用いられてきたが、2000年代からは、学習目標に照らして評価を行う絶対評価が用いられている。絶対評価における評価手法には、観点別評価（かんてんべつひょうか）が活用されていることが多い。観点別評価とは、学習指導要領に示す目標に照らして、教科・科目の学習状況を4～5つの観点に分類して評価を行う方法である。現在実施されている観点別評価は、主に学期や学年ごとに評価を行っているが、「評価を返す機会が少なく、学習者の弱点がどこにあるかを関係者（学習者、保護者、教員など）が把握するのには不十分である」と考えられることもある。これを補うため、単元ごとに綿密な評価を行うことも研究されているが、「1単位時間の間に多大な評価資料を収集しながら授業をしなければならないなど、授業者に対して多大な労力を強いる」として、現実的な評価方法ではないという意見が大きく、実践例は少ない。

## 中国における成績評価
中国では、成績表に試験などに基づく点数（素点）が示され、5段階で100～90点の「優秀」（優）、89～80点の「良好」（良）、 79～70点の「中等」（中）、69～60点の「及格」（及）、60点未満の「不及格」に分類される。
ただし、成績の分類に「中」を設けない場合もあり、その場合は「優」100点～85点、「良」84点～70点、「及」69点～60点となる。

## アメリカ合衆国における成績評価
アメリカ合衆国では伝統的に通知表（通信簿、report card）などに記載される評価にはアルファベットによる5文字評定が用いられてきた。
5文字評定以外にも3文字評定（O（優）、S（良）、N（可）の3文字）やその他の文字による方法（P（合格）とF（不合格）やS（満足）とU（不満足）など）がある。

## スウェーデンにおける成績評価
- スウェーデンの教育#成績評価